# نانکوکو، کوچی
نانکوکو در استان کوچی در کشور ژاپن  واقع شده‌است  که دارای جمعیت ۵۰٬۳۱۵ نفر و مساحت ۱۲۵٫۳۵ کیلومتر مربع با تراکم جمعیت ۴۰۱  نفر در کیلومترمربع است و در تاریخ ۱ اکتبر ۱۹۵۹ به عنوان شهر شناخته شد.